# Утинга (Баия)
Утинга (порт. Utinga)  —  муниципалитет в Бразилии, входит в штат Баия. Составная часть мезорегиона Юго-центральная часть штата Баия. Входит в экономико-статистический микрорегион Сеабра. Население составляет 16 773 человека на 2006 год. Занимает площадь 717,344 км². Плотность населения — 23,4 чел./км².

## История
Город основан в 1953 году.

## Статистика
- Валовой внутренний продукт на 2003 год составляет 31 944 954,00 реалов (данные: Бразильский институт географии и статистики).
- Валовой внутренний продукт на душу населения на 2003 год составляет 1898,55 реалов (данные: Бразильский институт географии и статистики).
- Индекс развития человеческого потенциала на 2000 год составляет 0,596 (данные: Программа развития ООН).

## География
Климат местности: тропический.